# Septentriopora nigrans
Septentriopora nigrans is een mosdiertjessoort uit de familie van de Calloporidae. De wetenschappelijke naam van de soort is voor het eerst geldig gepubliceerd in 1882 door Hincks.